# Encuentro Plurinacional de Mujeres, Lesbianas, Trans, Travestis, Bisexuales, Intersexuales y No Binaries
El Encuentro Plurinacional de MLTTBINB o Encuentro Plurinacional de Mujeres, Lesbianas, Trans, Travestis, Bisexuales, Intersexuales y No Binaries es un encuentro nacional argentino destinado a formar, debatir e intercambiar ideas sobre el presente y el futuro de las mujeres y las diversidades en la Argentina. Este encuentro se realizó del 8 al 10 de octubre de 2022, en la ciudad de San Luis en Territorio Huarpe, Comechingón y Ranquel.
Aunque lleva este nombre por primera vez, se considera heredero del Encuentro Nacional de Mujeres que se realiza anualmente en Argentina desde 1986.

## Encuentros
El Encuentro Plurinacional de MLTTBINB o Encuentro Plurinacional de Mujeres, Lesbianas, Trans, Travestis, Bisexuales, Intersexuales y No Binaries es un encuentro nacional argentino destinado a formar, debatir e intercambiar ideas sobre el presente y el futuro de las mujeres y las diversidades en la Argentina. 

## 2022
Este encuentro se realizó del 8 al 10 de octubre de 2022, en la ciudad de San Luis en Territorio Huarpe, Comechingón y Ranquel.
Aunque lleva este nombre por primera vez, se considera heredero del Encuentro Nacional de Mujeres que se realiza anualmente en Argentina desde 1986.
Este encuentro contó con el financiamiento del Estado argentino a través del Ministerio de las Mujeres, Géneros y Diversidad de la Nación, que lo ha declarado de interés nacional, y su par de la Provincia de Buenos Aires.  La secretaría de la Mujer de la Provincia de San Luis firmó el convenio para que los fondos los maneje la empresa Sapem Consultoría San Luis. 
Los ministerios de la Nación y de la Provincia de Buenos Aires, además del de San Luis, acompañaron y pusieron a disposición herramientas para que se discutiera y se reflexionara sobre los derechos por los que luchan las mujeres, las lesbianas, las trans, las travestis, las bisexuales, las intersexuales y las no binaries.
Se trató de un encuentro que dura tres días, autogestivo, autónomo, federal y horizontal. Las autoridades diagramaron un operativo en conjunto para brindar seguridad y cuidado a las participantes, y trabajaron en distintos planes de contención, distintos protocolos para poder llevar a cabo este evento, incluyendo los servicios de barrido, limpieza y recolección de residuos y el alojamiento en las escuelas públicas. Además, se otorgaron viandas gratuitas y transporte gratuito en algunos casos.
Los talleres se realizaron en escuelas públicas y en sedes de la Universidad Nacional de San Luis. Además  dos marchas, una contra los trasvesticidios y los transfemicidios y otra  por el cierre del encuentro. También una Feria Pluridisidente.
Algunos de los temas que se trabajaron fueron los transfeminismos, las identidades de género, las niñeces, adolescencias y adulteces, las familias diversas, las diversidades indígenas, las mujeres y sus luchas. Para eso habrá talleres sobre lenguaje inclusivo, masculinidades trans, masculinidades no binarias, mujeres trans y travestis, personas intersexuales, mujeres como cuerpos gestantes (anticoncepción y aborto), desocupación laboral de las identidades LTTBNB, trabajo sexual y diferentes formas de ejercerlo, cupo laboral travesti-trans, infancias trans, Bisexualidad, pansexualidades y polisexualidades.

## 2023
En 2023 se llevó a cabo el 14, 15 y 16 de en Furilofche- Bariloche.
En agosto de 2022, por Resolución 566/2022, el Ministerio había creado el Programa para el Fortalecimiento de la Participación Social y Ciudadana en Materia de Género y Diversidad para promover la participación federal de las organizaciones sociales y de la sociedad civil en actividades declaradas de interés por lo que se podía solicitar un apoyo económico para poder garantizar la participación. En ese sentido en Encuentro de 2023 contó con financiamiento estatal.Se dio  prioridad a las compañeras que se estaban formando políticamente y que querían dar un salto como referentas en sus territorios.
El documento de apertura decía lo siguiente:

Bienvenidas y bienvenides a Bariloche Furilofche, una ciudad emblema del turismo nacional, donde unos pocos manejan el negocio inmobiliario, los cerros y los dólares; una ciudad que nos divide territorialmente por clases sociales, donde se detiene a les pibes y pibas del Alto por portación de cara y en la que la policía de Río Negro acumula casos de gatillo fácil. Una región en la que las fuerzas de Seguridad matan a las y les pibes mapuche como Rafael Nahuel y Elias Garay, bajo el gobierno de Mauricio Macri con Patricia Bullrich como ministra de Seguridad.

Bienvenidas a la provincia de los paraísos naturales y el agua dulce en la que un magnate inglés como Joseph Lewis se adueña de un lago y miles de hectáreas en el Lago Escondido.
Compañeras y compañeres, no estamos acá en este territorio por una casualidad. El 4 de octubre de 2022, un violento operativo de desalojo a la comunidad Lafken Winkul Mapu de Villa Mascardi, que llevó adelante el Comando Unificado de Fuerzas Federales de Seguridad, comandado por el ministro de Seguridad Anibal Fernandez, se llevó detenidas a siete mujeres y niñes mapuches, solo por el hecho de defender su territorio ancestral. La indignación colectiva llevó a que el mandato de los dos Encuentros realizados en San Luis el año pasado, tanto en octubre como en noviembre, definiera que la sede del 36 Encuentro fuera Bariloche Furilofche y el pedido de unidad del movimiento de mujeres y disidencias.

Hoy, a más de un año de ese suceso que nos conmueve, el rewe no fue devuelto a la comunidad y aún no hay calma. En Río Negro, territorio en el que el genocida Julio Argentino Roca arrasó con una matanza a los pueblos originarios mediante la mal llamada “Conquista al Desierto” hace 145 años, sigue la política de persecución y criminalización al pueblo mapuche tehuelche por defender su territorio. Esa responsabilidad hoy le cabe en gran medida a la política del Gobierno Provincial de Arabela Carreras.

## 2024
En 2024 se realizó en San Salvador de Jujuy más de 80 mil mujeres y diversidades inundaron las calles de San Salvador de Jujuy. La apertura se llevó a cabo en el playón de la Avenida 19 de Abril de San Salvador de Jujuy.
Durante el evento, se llevaron a cabo más de cien talleres y  una grilla cultural con más de 200 actividades. El evento se realizó los días 11, 12 y 13 de octubre en la Ciudad de San Salvador de Jujuy.
Hubo talleres sobre Cupo Laboral Trans que contaron con la participación de todos los sectores de identidades pertenecientes a diferentes militancias políticas. Hubo una marcha contra los Transfemicidios y Travesticidios y Lesbicidios para visibilizar los crímenes de odio por razones de género. Se eligió a la provincia de Corrientes como sede del Encuentro Plurinacional de Mujeres, Lesbianas, Trans, Travestis, Bisexuales, Intersexuales y No Binaries 2025.